# Vidar Sanderud
Vidar Sanderud (Kongsvinger, 14 dicembre 1961) è un ex calciatore norvegese, di ruolo difensore.

## Carriera

### Club
Sanderud vestì la maglia del Kongsvinger dal 1983 al 1993, collezionando 257 presenze e 21 reti nella 1. divisjon. Ebbe modo di giocare anche nella Coppa UEFA 1993-1994, ritirandosi dall'attività agonistica dopo l'eliminazione da parte della Juventus.

### Nazionale
Conta 8 presenze per la Norvegia under 21. Esordì il 27 aprile 1982, nella vittoria per 3-1 sulla Finlandia under 21.